# Leòntida
Leòntida (grec antic: Λεοντίς) era el nom d'una tribu de l'antiga Atenes que tenia vint demos en el moment de la seva creació. El seu nom provenia de Leos, suposadament fill d'Orfeu.
Aquesta va ser la quarta tribu que es va establir amb les reformes de Clístenes. Temístocles pertanyia a aquesta tribu.